# 六大新報
六大新報（ろくだいしんぽう）とは、六大新報社が発行する真言宗専門誌。旬刊、毎月5、15、25日発行。

## 概要
日本最古の宗教新聞である。1890年1月21日創刊の真言宗伝灯会機関紙「伝灯」が前身。初代主筆であった和田大圓は与謝野鉄幹の実兄、与謝野晶子の義兄。与謝野鉄幹は「伝灯」に憧れて、雑誌「明星」を創刊させた。
1903年、六大新報に改題。
大正デモクラシーの時代には、大杉栄らの無政府主義者の文書が印刷、配布されて、警察や検察による捕り物が行われた。第二次世界大戦の統制されていた時期には多くの雑誌が廃刊されていた中で、六大新報は京都府知事の要請により存続させられた。